# ديريك وود
ديريك وود (بالإنجليزية: Derek Wood)‏ هو محام بالقضاء العالي بريطاني، ولد في 14 أكتوبر 1937.